# Archieparquía de Tiro de los melquitas
La archieparquía de Tiro de los melquitas (en latín: Archieparchia Tyrensis Graecorum Melkitarum y en árabe: حلب وسلوقية وقورش‎) es una circunscripción eclesiástica de la Iglesia católica en Líbano. Se trata de una archieparquía greco-católica melquita, sede metropolitana de la provincia eclesiástica de Alepo de los melquitas. Desde el 20 de agosto de 2022 su archieparca es Georges Iskandar, de la Orden basiliana del Santísimo Salvador.

## Territorio y organización
La archieparquía extiende su jurisdicción sobre los fieles de rito bizantino greco-melquitas residentes en el distrito de Tiro en la gobernación de Líbano Sur y el distrito de Bint Jbeil de la gobernación de Nabatiye. Limita al oeste con el mar Mediterráneo, al sur con la frontera con Israel, al este con la archieparquía de Baniás y al norte con la de archieparquía de Sidón.
La sede de la archieparquía se encuentra en la ciudad de Tiro, en donde se halla la Catedral de Santo Tomás.
La archieparquía tiene como sufragáneas a las archieparquías de: Banias, Sidón y Trípoli.
En 2020 en la archieparquía existían 12 parroquias:
- Catedral de Santo Tomás, en Tiro
- Nuestra Señora de la Asunción, en Safad el Battikh
- San Jorge, en Deir Deghaia
- San Elías, en Alma Chaab
- San Jorge, en Yaroun
- San Elías, en Ain Ebel
- San José, en Cana
- Nuestra Señora de la Asunción, en Baraachit
- San Jorge, en Tebnine
- Santo Tomás, en Naffakie

Comunidades religiosas presentes en archieparquía:
- Hermanas basilianas salvadoras, en Yaroun
- Hermanas basilianas soaritas, en Tebnine

## Historia
El origen histórico de la diócesis se remonta al Nuevo Testamento, en donde se menciona en un proverbio citado por Jesús mismo (Mateo 11.21). Según el testimonio del Evangelio de Lucas (6,17), la predicación de Jesús también incluyó a algunos fieles de la costa de Tiro y Sidón y Jesús mismo fue a la región de Tiro y Sidón para hacer milagros (Marcos 7:24-31). La Iglesia de Tiro se menciona en el libro de Hechos de los Apóstoles, ya que estuvo en el camino misionero del apóstol Pablo desde Mileto a Cesarea en Palestina y Jerusalén (Hechos 21,3-7). Pablo encontró allí una comunidad de discípulos. El Vetus Martyrologium Romanum recuerda a varios santos y mártires de Tiro: el obispo Tiranno y muchos otros mártires (20 de febrero), san Vulpiano (3 de abril), san Doroteo (5 de junio), el obispo Metodio (18 de septiembre). El primer obispo documentado de Tiro es Casio, quien, según el testimonio de Eusebio de Cesarea, hacia fines del siglo II (alrededor de 190) participó en el concilio palestino que discutió la cuestión de la fecha del festival de Pascua. Hay más de veinte obispos conocidos de Tiro en el primer milenio cristiano.
Tiro fue una antigua sede metropolitana en la época romana y bizantina que data de tiempos apostólicos. Desde circa 198 fue la capital de la provincia romana de Fenicia hasta su división  (circa 400), cuando pasó a ser la capital de Fenicia Primera en la diócesis civil del Oriente. Circa 480 Tiro fue por decisión del patriarca Juan Codonato la primera metrópolis en precedencia del patriarcado de Antioquía. 
En el siglo IV se construyó una iglesia sobre las ruinas de una iglesia anterior, en donde estarían los restos de Orígenes. 
Según la única Notitia Episcopatuum del patriarcado de Antioquía que se conoce, la Notitia Antiochena que data de la segunda mitad del siglo VI y fue elaborada por el patriarca Anastasio de Antioquía (quien gobernó el patriarcado dos veces entre 559 y 570 y entre 593 y 598), Tiro tenía trece diócesis sufragáneas: Porfireón (hoy Jieh), Arca de Fenicia (hoy Arqa), Tolemaida (hoy Acre), Sidón, Sarepta (hoy Sarafand), Biblos, Botrys (hoy Batrún), Ortosias, Arados (hoy isla de Arwad), Antarados (hoy Tartús), Baniás (o Cesarea de Filipo o Paneas), Raclea (o Heraclea, hoy Rakhlah) y Trípoli. Tras la redacción de la Notitia la sede de Arca de Fenicia fue transferida al metropolitanato de Emesa.
En 638 Tiro fue perdida por el Imperio bizantino a manos del Califato ortodoxo árabe musulmán. Después del Gran Cisma entre Roma y Constantinopla en 1054, Tiro siguió la fortuna de la Iglesia ortodoxa, rompiendo la comunión con la sede de Roma.
Tiro fue capturada después de la Primera Cruzada el 7 de julio de 1124 y pasó a ser la arquidiócesis de Tiro de rito latino que incluía la ciudad y sus alrededores, hasta la conquista mameluca de la ciudad en 1291 en que se volvió una sede titular latina y fue restaurada como melquita (la serie de obispos ortodoxos continuó en el exilio en Constantinopla). En 1516-1517 la región de Tiro fue capturada por el Imperio otomano.
En 1604 fue unida a Sidón y hubo obispos melquitas en comunión con la Santa Sede de Roma a partir de 1683. El 6 de diciembre de 1701 el obispo de Tiro y Sidón, Euthymios Michael Saifi (católico desde diciembre de 1683), fue designado administrador apostólico del patriarcado melquita. Saifi había creado la orden basiliana del Santísimo Salvador en 1684.
En 1724 estaba unida con las sedes de Sidón y de Acre, que se separaron de nuevo en 1752 y 1753 respectivamente. 
Después de la guerra civil libanesa (1975-1990), muchos fieles se mudaron a otros lugares, especialmente a Australia, Canadá y Beirut, por lo que la comunidad greco-melquita católica se redujo a poco menos de 3000 fieles.

## Estadísticas
Según el Anuario Pontificio 2021 la archieparquía tenía a fines de 2020 un total de 3500 fieles bautizados.
| Año                                                                             | Población            | Población | Población      | Sacerdotes | Sacerdotes    | Sacerdotes    | Bautizados por sacerdote | Diáconos permanentes | Religiosos | Religiosos | Parroquias |
| Año                                                                             | Bautizados católicos | Total     | % de católicos | Total      | Clero secular | Clero regular | Bautizados por sacerdote | Diáconos permanentes | Varones    | Mujeres    | Parroquias |
| ------------------------------------------------------------------------------- | -------------------- | --------- | -------------- | ---------- | ------------- | ------------- | ------------------------ | -------------------- | ---------- | ---------- | ---------- |
| 1950                                                                            | 7945                 | 102 500   | 7.8            | 9          | 3             | 6             | 882                      |                      |            |            | 10         |
| 1970                                                                            | 6200                 | ?         | ?              | 5          | 5             |               | 1240                     |                      |            |            | 11         |
| 1980                                                                            | 6000                 | ?         | ?              | 6          | 6             |               | 1000                     |                      |            | 4          | 8          |
| 1990                                                                            | 7300                 | ?         | ?              | 6          | 4             | 2             | 1216                     |                      | 2          | 4          | 9          |
| 1999                                                                            | 8700                 | ?         | ?              | 10         | 7             | 3             | 870                      |                      | 3          | 7          | 9          |
| 2000                                                                            | 8800                 | ?         | ?              | 8          | 5             | 3             | 1100                     |                      | 3          | 7          | 9          |
| 2001                                                                            | 7200                 | ?         | ?              | 9          | 5             | 4             | 800                      |                      | 4          | 4          | 9          |
| 2002                                                                            | 7000                 | ?         | ?              | 4          | 3             | 1             | 1750                     |                      | 9          |            | 9          |
| 2003                                                                            | 7000                 | ?         | ?              | 8          | 5             | 3             | 875                      |                      | 8          | 8          | 9          |
| 2004                                                                            | 7000                 | ?         | ?              | 11         | 8             | 3             | 636                      |                      | 3          | 8          | 9          |
| 2009                                                                            | 3100                 | ?         | ?              | 14         | 13            | 1             | 221                      |                      | 1          | 7          | 13         |
| 2010                                                                            | 3100                 | ?         | ?              | 13         | 12            | 1             | 238                      |                      | 1          | 7          | 12         |
| 2014                                                                            | 3020                 | ?         | ?              | 8          | 8             |               | 377                      |                      |            | 6          | 11         |
| 2017                                                                            | 2857                 | ?         | ?              | 10         | 10            |               | 285                      |                      |            | 5          | 10         |
| 2020                                                                            | 3500                 | ?         | ?              | 9          | 9             |               | 388                      |                      |            | 5          | 11         |
| Fuente: Catholic-Hierarchy, que a su vez toma los datos del Anuario Pontificio. |                      |           |                |            |               |               |                          |                      |            |            |            |

## Episcopologio

### Obispos de la sede antigua
- Casio † (fines del siglo II)
- Marino † (circa 250)
- San Tirannio † (mártir en la época de Diocleciano)
- San Metodio? †[nota 1]
- Paulino † (?-circa 323 nombrado patriarca de Antioquía)
- Zeno I † (mencionado en 325)
- Pablo † (mencionado en 335)
  - Vitale † (mencionado en 344) (obispo arriano)
  - Uranio † (mencionado en 359) (obispo arriano)
- San Doroteo I † (?-circa 363)[nota 2]
- Zeno II † (antes de 366-381)
- Diodoro † (381-?)
- Reverencio †
- Ciro † (?-431 depuesto)[nota 3]
- Beroniciano † (431-?)
  - Ireneo † (antes de 445[5]-circa 449 exiliado) (obispo nestoriano)
- Focio † (circa 449 por sucesión-después de 451)
- Doroteo II † (mencionado en 458)
- Longino † (mencionado en 478)[6]
- Juan Codonato † (antes de 482-circa 488 nombrado patriarca de Antioquía)
- Teodoro † (siglo VI)[7]
- Epifanio † (mencionado en 518)[8]
- Eusebio † (mencionado en 553)
- Juan † (mencionado en 555)[9]
- Anastasio † (mencionado en 785/786 o en 801/802)[10]
- Tomás † (antes de 869-después de 879)
- Basilio † (siglo X/siglo XI)[11]
- Daniel † (siglo XI)[12]

### Obispos de la sede actual
- Euthymios Michael Saifi † (1683-27 de noviembre de 1723 falleció)
- Ignatius El Beyrouthy † (1724-1752 renunció)
- Andrée Fakhoury † (1752-1764)
- Parthenios Naameh † (1766-1805)
- Basil Attalah † (1806-1809)
- Cyrille Khabbaz † (31 de julio de 1810 consagrado-1819 o 1826)
- Basil Zakar † (1827-1834)
- Ignatius Karouth, B.S. † (1835-1854 falleció)
- Athanasius Sabbagh † (1855-1866 falleció)
- Athanasius Khawam, B.S. † (14 de abril de 1867-1886)
- Eutimio Zulhof, B.S. † (13 de junio de 1886-28 de noviembre de 1913 falleció)
  - Sede vacante (1913-1919)
- Maximos Saigh, S.M.S.P. † (30 de agosto de 1919 ordenado obispo-30 de agosto de 1933 nombrado archieparca de Beirut y Jbeil)
- Agapios Salomon Naoum, B.S. † (3 de noviembre de 1933-15 de octubre de 1965 renunció[nota 4])
- Georges Haddad † (30 de julio de 1965-31 de diciembre de 1985 falleció)
  - Sede vacante (1985-1988)
- Jean Assaad Haddad (26 de octubre de 1988-20 de junio de 2005 retirado)
- Georges Bacouni (22 de junio de 2005-21 de junio de 2014 nombrado archieparca de Acre)
- Michel Abrass, B.A. (21 de junio de 2014-31 de enero de 2021 relevado)[nota 5]
- Georges Iskandar, B.S., desde el 20 de agosto de 2022